# Europa Septentrional
Europa Septentrional o Europa del Norte hace referencia a la parte boreal del continente europeo. Sus lindes pueden variar dependiendo del contexto desde el cual se analice.
Asimismo, es una de las veintidós subregiones en que la ONU divide el mundo. Está compuesta por diez países de Europaː Dinamarca, Estonia, Finlandia, Irlanda, Islandia, Letonia, Lituania, Noruega, Reino Unido y Suecia. Además, también incluye las regiones autónomas de Åland (Finlandia) y las Islas Feroe (Reino de Dinamarca), y los archipiélagos dependientes de Guernsey, la Isla de Man, Jersey (Reino Unido), y Svalbard y Jan Mayen (Noruega).
Limita al norte con el océano Ártico; al oeste con el océano Atlántico; al noroeste con América del Norte a través de Groenlandia (siendo Canadá el país soberano americano más próximo a Europa); y al sur con el mar Báltico, el canal de la Mancha, Europa Occidental, Europa Central y Europa Oriental.

## Clima

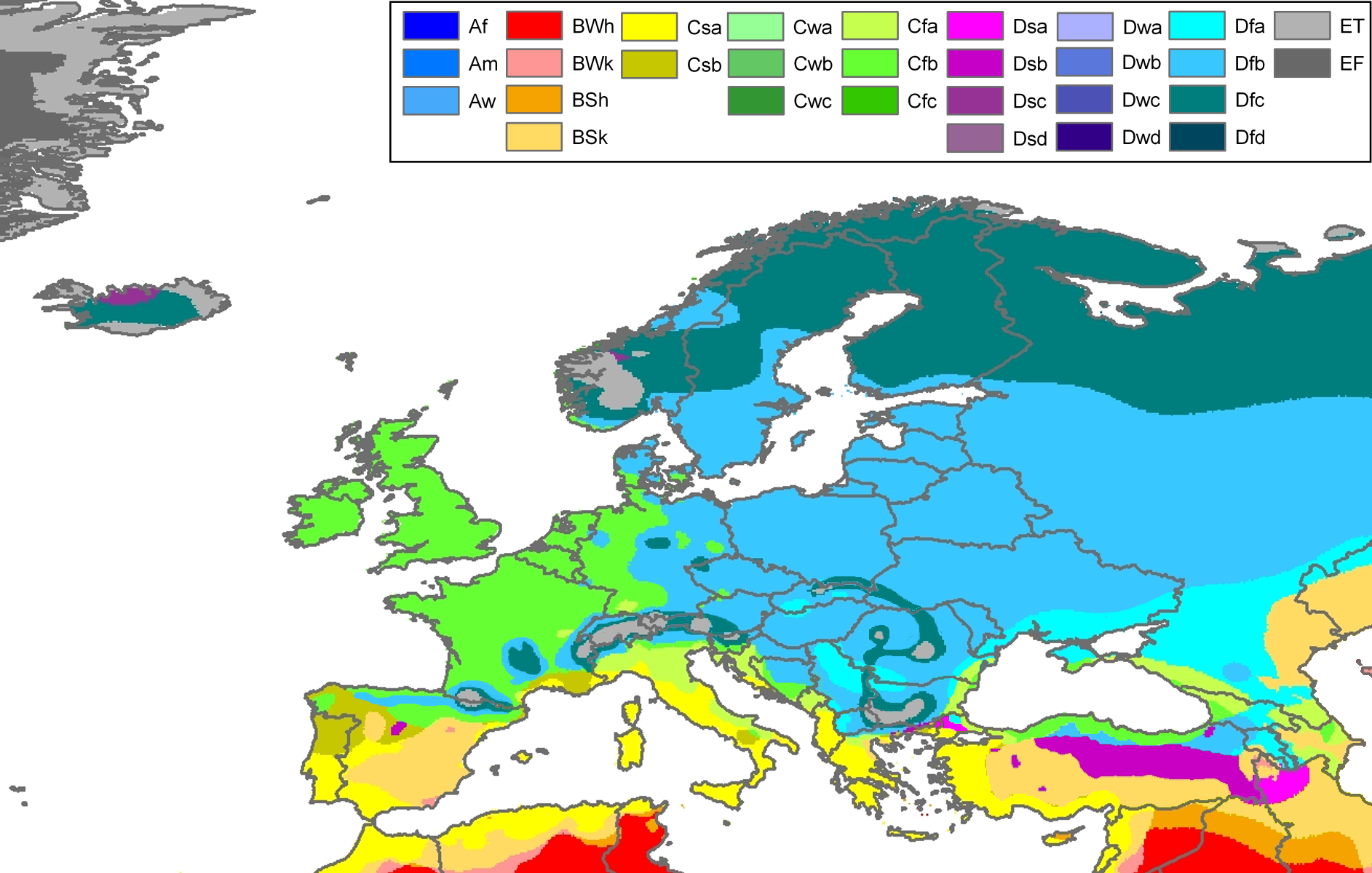
Clima europeo. El mapa de clasificación climática de Köppen es presentado por la Unidad de Investigación Climática de la Universidad de East Anglia y el Centro de Climatología de Precipitación Global del Deutscher Wetterdienst.

El clima es principalmente clima continental húmedo (Dfb), clima subártico (Dfc) y tundra (ET).

## Geografía
A grandes rasgos, el norte de Europa podría incluir algunas o todas las zonas siguientes: Las islas británicas, Fennoscandia, la península de Jutlandia, la llanura del Báltico que se encuentra al este y las numerosas islas que se encuentran frente a la costa de Europa del Norte continental y del continente europeo principal. En algunos casos, también se incluye Groenlandia.
La zona es en parte montañosa, e incluye las islas volcánicas septentrionales de Islandia y Jan Mayen, así como el litoral occidental montañoso, Escocia y Escandinavia, y también suele incluir parte de la gran llanura al este del mar Báltico.
El clima de toda la región se ve afectado, al menos ligeramente, por la corriente del Golfo. Desde el oeste los climas varían entre el marítimo y el subártico. En el norte y el centro los climas son generalmente subárticos o árticos y al este los climas son mayoritariamente subárticos y templados/continentales.
Al igual que el clima y el relieve son variables en toda la región, también lo es la vegetación, con una tundra escasa en el norte y las altas montañas, bosques boreales en el noreste y regiones centrales bosques templados de coníferas (que antiguamente eran mayoría en las Tierras Altas de Escocia y el suroeste de Noruega) y bosques templados de hoja ancha que crecen en el sur, el oeste y el este templado.

## Clasificaciones
Existen varias definiciones de Europa del Norte que suelen incluir los países nórdicos y los estados bálticos y, a veces, las islas británicas, el norte de Alemania, el norte de Bielorrusia y el noroeste de Rusia. La clasificación geográfica es más flexible que la política, pues no depende de fronteras geopolíticas. En este caso, por ejemplo, la totalidad o mayor parte de la península de Jutlandia estaría incluida en esta definición, lo cual supondría también el extremo septentrional de Alemania.

### CIA World Factbook
En el CIA World Factbook, la descripción de cada país incluye información sobre "Ubicación" en el apartado "Geografía", donde el país se clasifica en una región. Los siguientes países están incluidos en su clasificación "Europa del Norte":
- Dinamarca
- Finlandia
- Islandia
- Noruega
- Suecia

así como las zonas dependientes:
- Islas Feroe
- Jan Mayen
- Svalbard

En esta clasificación, Estonia, Letonia y Lituania se incluyen en Europa del Este.

### EuroVoc

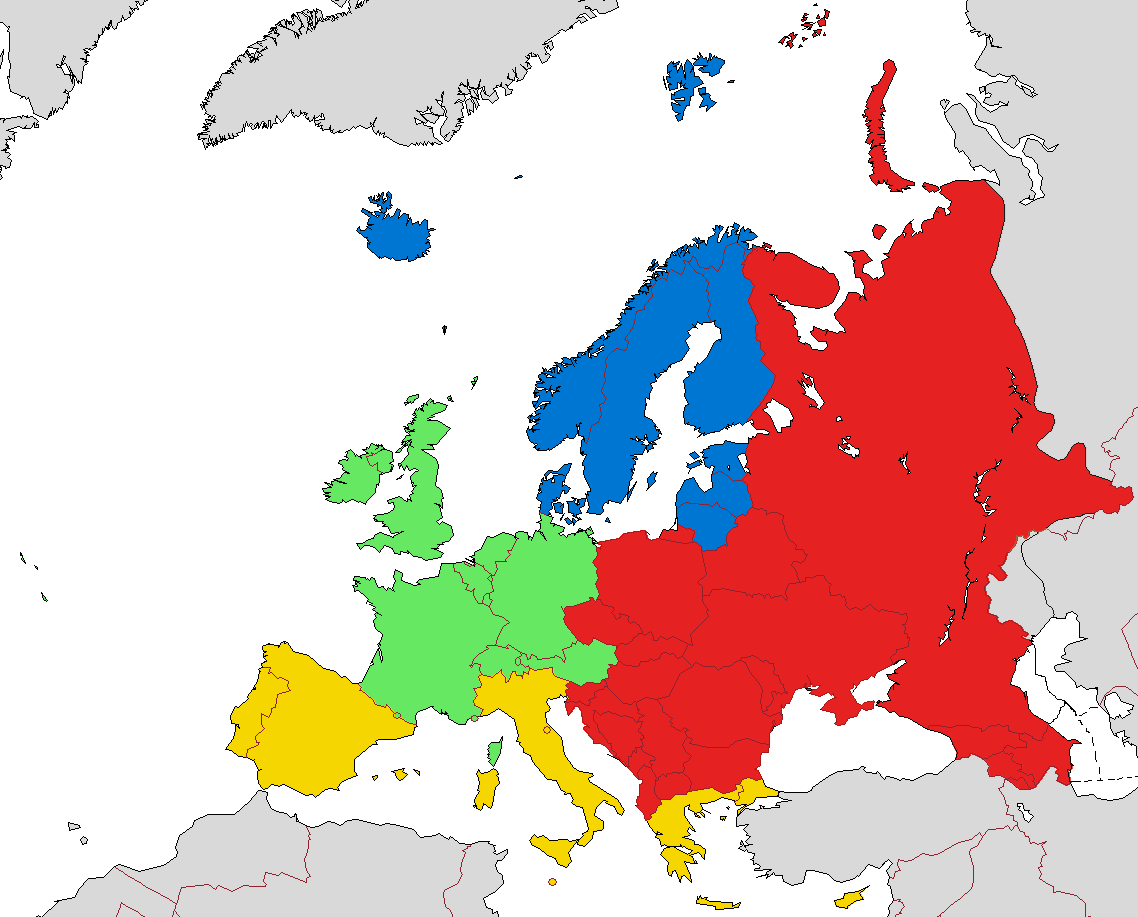
Subregiones europeas según EuroVoc:
Europa del Norte
Europa occidental
Europa meridional
Europa Central y Oriental

EuroVoc es un tesauro multilingüe mantenido por la Oficina de Publicaciones de la Unión Europea, que ofrece definiciones de términos de uso oficial. En la definición de "Europa del Norte" se incluyen los siguientes países:
- Estonia
- Letonia
- Lituania
- Dinamarca
- Finlandia
- Islandia
- Noruega
- Suecia

así como la zona dependiente:
- Islas Feroe

### Clasificación del geosistema de la ONU

Subregiones de Europa por geosistema de las Naciones Unidas.
Europa del Este
Europa del Norte
Europa del Sur
Europa Occidental

- El geosistema de las Naciones Unidas es un sistema ideado por la División de Estadística de las Naciones Unidas (UNSD) que divide los países del mundo en grupos regionales y subregionales, basándose en la clasificación de codificación M49. La partición es por conveniencia estadística y no implica ninguna suposición respecto a la afiliación política o de otro tipo de los países o territorios.[4] En el geosistema de la ONU, los siguientes países se clasifican como Europa del Norte:[4]

Regiones de Europa basadas en CIA World Factbook:
Europa del Norte
Europa occidental
Europa Central
Sudoeste de Europa
Europa del Sur
Europa del sudeste
Europa del Este

- Dinamarca
- Estonia
- Finlandia
- Islandia
- Irlanda
- Letonia
- Lituania
- Noruega
- Suecia
- Reino Unido

así como las zonas dependientes:
- Islas Åland
- Islas del Canal
  - Guernsey
  - Jersey
  - Sark
- Islas Feroe
- Isla de Man
- Svalbard y Jan Mayen

## Demografía

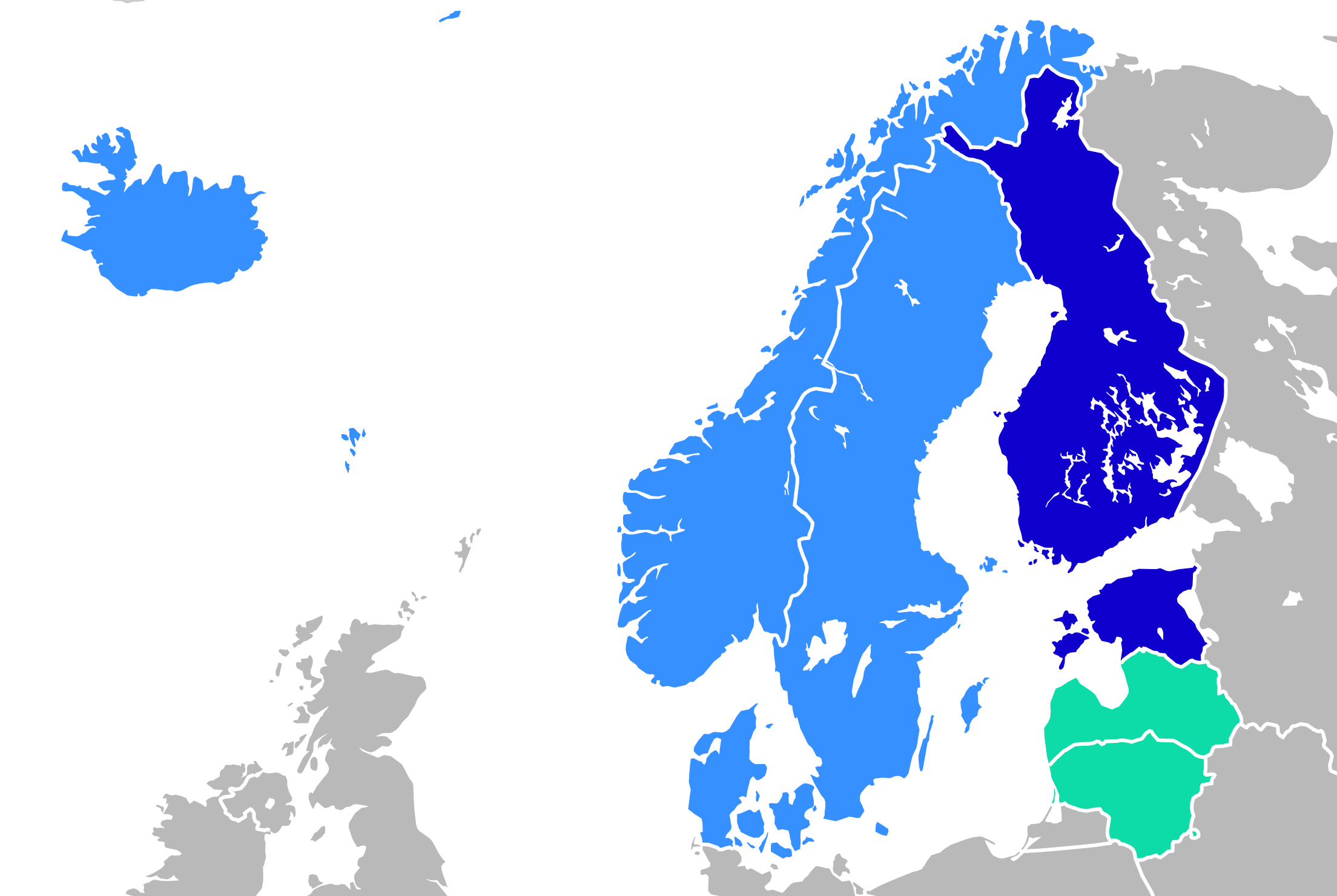
Ramas lingüísticas en el norte de Europa
Lenguas nórdicas (Islandia, Escandinavia y las Islas Feroe)
Lenguas fino-bálticas (Estonia, Finlandia)
Lenguas bálticas (Letonia, Lituania)

Los países del norte de Europa suelen tener economías desarrolladas y uno de los niveles de vida más altos del mundo. Suelen obtener buenas puntuaciones en las encuestas que miden la calidad de vida, como el Índice de Desarrollo Humano. Suelen tener una población pequeña en relación con su tamaño, la mayoría de la cual vive en ciudades. La mayoría de los habitantes del norte de Europa son tradicionalmente cristianos protestantes, aunque muchos no son practicantes. También hay un número creciente de personas no religiosas y de otras religiones, especialmente musulmanas, debido a la inmigración. La calidad de la educación en gran parte del norte de Europa está muy bien valorada en las clasificaciones internacionales, y Estonia y Finlandia encabezan la lista entre los países de la OCDE en Europa. El grupo de la Hansa en la Unión Europea comprende la mayoría de los Estados del norte de Europa, más Irlanda y los Países Bajos.